# Angyali üdvözlet
Angyali üdvözlet è un film del 1984, diretto da András Jeles ed ispirato all'opera teatrale La tragedia dell'uomo di Imre Madách.

## Produzione

### Cast
Il film è interamente interpretato da bambini ed è stato girato nello stile di Pasolini.